# ТВ Парк
«ТВ Парк» — российский еженедельный журнал-телегид, выпускавшийся с 1994 по 2013 год. Долгое время являлся одним из самых популярных еженедельных журналов в России и в Москве.
Слоган журнала: «Всё о телевидении на неделю».
«ТВ Парк» выпускался издательским домом ЗАО «Медиа Парк», который также выпускал журнал о кинематографе «Кино Парк».
ЗАО «Медиа Парк» являлся учредителем российской национальной телевизионной премии за высшие достижения в области телевизионных искусств ТЭФИ, а журнал «ТВ Парк» — официальным информационным спонсором премии.
Председателем правления и генеральным директором ЗАО «Медиа Парк» являлся академик Академии российского телевидения Николай Черноног.

## Концепция
«ТВ Парк» — первый, в современном понимании этого термина, российский телегид.
Журнал был рассчитан на самые широкие слои населения, то есть тех, кто любит и кого интересует телевидение. Отличие журнала «ТВ Парк» от других российских телегидов: читатели «ТВ Парка» относились к более финансово обеспеченной части населения России, обладали более высоким уровнем дохода и образования (по данным исследования «National Readership Survey» компании TNS Russia). Ядром читательской аудитории являлся так называемый «средний класс», то есть люди в возрасте от 25 до 55 лет, проживающие в крупных городах, с доходом средним, выше среднего и высоким, с устойчивым финансовым положением, работающие (предприниматели, руководители, служащие, специалисты), со средним или высшим образованием и так далее. На эту концепцию работала как дистрибуция, так и содержание издания.

## История
Первый номер журнала вышел в свет в марте 1994 года.
Долгое время «ТВ Парк» являлся одним из самых популярных издания в Москве и в России. Так, в конце 1990-х годов занимал первую строчку в рейтинге популярности телегидов в России, в 2001—2004 годах занимал вторую строчку по популярности среди всех еженедельных журналов в Москве. Постепенно интерес читателей стал несколько снижаться — по данным исследования «National Readership Survey» 2012 года компании TNS Russia, показатель AIR (Average Issue Readership — усреднённое количество читателей одного номера, или читательская аудитория журнала) составляет по России 1 470 800 человек; по Москве 706 000 человек. Среди всех еженедельных журналов по этому показателю «ТВ Парк» занимал 12-е место в России и 6-е место в Москве.
Тираж журнала колебался в зависимости от различных параметров (сезонность, заказы дистрибьюторов и распространителей и так далее) и в среднем составлял в 2012 году 150—250 тысяч экземпляров, что также показывает снижение интереса — в 2004 году тираж составлял приблизительно 450 тысяч экземпляров. Формат А4. Объём — 76 страниц.
28 марта 2013 года вышел последний, 987-й номер с телепрограммой на неделю с 1 по 7 апреля и резидентами «Comedy Club» Харламовым и Батрутдиновым на обложке, а уже на следующий день «Медиа Парк» приостановил выпуск журнала «ТВ Парк» и журнала «Кино Парк», коллектив издательского дома был уволен «по собственному желанию», долги по зарплате и другие компенсации в момент увольнения не были выплачены (выплачены конкурсным управляющим после признания компании банкротом).
В декабре 2013 компания «Медиа Парк» подала в арбитражный суд Москвы заявление о банкротстве.

## Содержание
Журнал делился на два блока: редакционная часть, в которой рассказывалось о звёздах телеэкрана, новостях телевидения, кино, спорта и так далее, и программа передач 37 телеканалов.

### Редакционная часть
Редакционную часть журнала можно условно разделить на четыре основных темы:
- Телевидение (рубрики «Телепрограмма», «Большая прогулка», «Колесо обозрения», «Сериал», «Профи»);
- Звезды (рубрики «Лицо недели», «Частная жизнь», «Беседка», «Легенда», «Династия» и так далее);
- General Interest (рубрики «Тайны», «Спорт», «Путешествия», «Про кино», «Советы» и так далее);
- Новости (рубрики «Non-stop», «И-новости», «Наши новости»).

Рубрики журнала
- «Лицо недели»: интервью с одним из знаменитых людей или пары, о которых на этой недели говорят, обсуждают, которые мелькают на телеэкране. Чаще всего информационный повод для «Лица» — это день рождения знаменитости (например, 65-летие Юрия Антонова), свадьба, рождение ребёнка (Дмитрий Дибров с супругой или же фигуристы Мария Петрова и Алексей Тихонов), громкий концерт (Уитни Хьюстон), выступление на чемпионатах (фигуристы Оксана Домнина и Максим Шабалин), выход фильма под авторством знаменитости (Павел Санаев).
- «Спецпроект»: тематический фотопроект — к примеру, репортаж с субботника Квартета И ко Дню пионерии 19 мая, рассказ звёзд о своих легендарных дедушках и бабушках — ветеранах Великой Отечественной войны к 65-летию Дня Победы, репортаж к 23 февраля о мужских подарках с участием Олега Газманова, Юрия Николаева и Константина Крюкова.
- «Частная жизнь». Рубрика рассказывает о подробностях жизни звезды.
- «Беседка». Интервью на одну тему. В 2010 году журнал «ТВ Парк» запустил уникальный проект с участием Юрия Грымова. Знаменитый режиссёр ведёт интеллектуальную, весьма необычную беседу с героями материала, задавая им каверзные вопросы и нередко ставя своих собеседников в тупик. Первым оппонентом Юрия Грымова в проекте стал телеведущий Александр Цекало.
- «Профи». Рассказ о том, кому можно поклоняться или доверять.
- «Династия». О принципах и целях, передающихся из поколения в поколение.
- «Большая прогулка». О передачах одной тематической группы (детское телевидение, мужское ТВ, судебные программы).
- «Спорт». О громких событиях в мире спорта: трансферы, открытие чемпионатов, Олимпиада, интервью со знаменитыми спортсменами. Комментарии ведущих спортивных журналистов.
- «Теле-тин». Об увлечениях современной молодёжи: сноуборд, флеш-моб, паркур…
- «Мода». О неделях моды от кутюр и прет-а-порте всего мира (Нью-Йорк, Париж, Милан, Лондон, Барселона), а также о модных тенденциях года в одежде, обуви, макияже, аксессуарах…
- «Путешествие». Материал о самых необычных уголках планеты: отели во льдах, самые большие маяки, неизвестные маршруты Ванкувера.
- «Тайны». О загадочных явлениях действительности.
- «Музыка». О номинантах на «Грэмми», покорителях чартов.
- «Советы».
- «Гороскоп».
- «Колесо обозрения». Кратко о телевизионных новостях.
- «Комната смеха».
- «Наши новости».
- «И-новости».
- «Non-stop».

### Программы телеканалов
В разные годы количество телеканалов в блоке программы передач варьировалось. Так, в последний момент журнал публиковал программу передач 36 телевизионных каналов, из которых 19 федеральных и 17 спутниковых.
| - 1 страница: - Первый канал - Россия 1 - НТВ - ТВ Центр - Россия Культура - Россия 2 | - 2 страница: - СТС - ТНТ - РЕН ТВ - Пятый канал - Домашний - ТВ3 | - 3 страница: - Перец - Звезда - MTV - Ю - Eurosport (либо НТВ+ Спорт Онлайн) - Карусель - НТВ+ Спорт - НТВ+ Футбол - НТВ+ Кинохит - НТВ+ Премьера - Ностальгия - Детский мир | - 4 страница: - Канал Disney - 2x2 - National Geographic Channel - Animal Planet - Discovery Channel - Анонс журнала «Кино Парк» - TV1000 - TV1000 Русское кино - Феникс Плюс Кино - TV XXI - SONY ТВ - Universal Channel |

Также ранее в журнале публиковались программы всех собственных телеканалов «НТВ-Плюс» (в 1998—2005 годах), телеканалов кабельного телевидения «Космос-ТВ» (в 1998—1999 годах), а также телеканалов «ТВ-6», «ТВС», «Третий канал», «Телеэкспо» / «Euronews», «М1», «Столица» (до марта 2010), «Бибигон», «Семёрка», «Муз-ТВ» и других.

## Редакция
На март 2013 года сотрудниками журнала были:
- Исполняющий обязанности главного редактора: Марина Аверкина
- Служба информационного обеспечения: Максим Колосов
- Служба программного обеспечения: Владимир Пабауский, Евгения Клюшникова, Наталья Морозова, Светлана Пантелеева
- Коммерческий директор: Дмитрий Осипов

### Главные редакторы
- Дмитрий Бирюков (1994—1995)[5]
- Олег Сидоров (1995—1997)
- Нина Нечаева (1997—2001)[6]
- Сергей Беднов (2001—2004)[1][7]
- Николай Птичкин (2004—2005)[8][9]
- Олег Проханов (2005—2006)[10]
- Вера Желтова (2006—2007)[11]
- Анна Ощепкова (2007—2009)[12]
- Ксения Дмитриева (2009—2013)[13].

## Рекламные ролики
В середине 1990-х годов на российском телевидении проводилась широкая рекламная кампания журнала «ТВ ПАРК». Сюжеты рекламных роликов были построены на том, что в кадре появлялся некий иностранный учёный (актёр Александр Комаревцев), который на английском языке (поверх его речи шёл «одноголосый перевод», озвученный Сергеем Чонишвили) рассказывал о фантастических достоинствах данного журнала. В конце каждого ролика был необычный слоган: «Продукция компании TV ПАРК».
Сделанные с юмором рекламные ролики представляли собой пародии на штампы рекламной индустрии того времени. Так, в одном ролике сравнивали обычную газету с «ТВ ПАРКом», опустив их в серную кислоту и дистиллированную воду соответственно, а в другом — проведены жестокие эксперименты с журналом, где он не теряет качества. Реклама содержала отсылки к другим рекламным роликам того времени (фразы на английском с закадровым одноголосым переводом — это отсылка к закадровым переводам иностранной рекламы тех лет).
Также были показаны ролики журнала: «Школа», «Тюрьма», «Человек с кубической головой» — но уже под другим слоганом: «ТВ ПАРК. Очень полезный журнал!»
Видеопродакшном роликов занималось агентство «Премьер СВ» (одним из учредителей которого является Сергей Лисовский). Часть роликов была срежиссирована Юрием Грымовым.